# تيكانلو (سقز)
قرية تيكانلو (بالكردية: تیکانلوو) هي إحدى القرى التابعة لـإمام في ريف قسم زيويه من مقاطعة سقز، في محافظة كردستان الإيرانية.

## السكان
حسب إحصاءات سنة 2006، بلغ إجمالي السكان في تيكانلو 97 نسمة وعدد المساكن 23 مسكن. لغة سكان تيكانلو هي اللغة الكردية و هم من أهل السنة والجماعة والمذهب الشافعي.